# 愛の寓意
『愛の寓意』（あいのぐうい、伊: Allegoria del trionfo di Venere）は、イタリアの画家アーニョロ・ブロンズィーノにより1540年から1545年頃に描かれた絵画である。
『愛のアレゴリー』『時と愛の寓意』とも。ロンドンにあるナショナル・ギャラリーに収蔵されている。本作は、イタリアのメディチ家からフランス王フランソワ1世に贈られた。

## 作品
左手に黄金のリンゴ、右手に矢をもつ女性が画面中央に描かれている。彼女と口づけを交わしている少年は、左手で女性の頭を支え、女性の乳首を右手の指で挟んでいる。
少年は、背に緑、白、青の3色の小ぶりな翼を生やしており、左足を赤いクッションの上に載せている。背中には矢筒をさげるベルトが見えており、矢筒は左足のそばにある。右足の近くには、白い鳩のつがいがいる。少年の背後の暗がりには、口を大きく開けて頭を両手で掻きむしる老婆が描かれている。その上には、口を開けて青いカーテンをもつ女性の横顔が描かれている。彼女の視線の先では、筋肉を隆々とさせた、禿頭に白髭の老人がカーテンをつかんでいる。この老人は、白と黒の大きな翼を生やしており、右肩には砂時計を載せている。
その下では、足首に飾りをつけた裸の男児が、口づけを交わす女性と少年にバラの花を振り撒こうとしている。男児の足もとには、赤みがかった老人の仮面と、白っぽい若者の仮面が置かれている。男児の背後から、緑色のドレスを身につけた少女が顔をのぞかせているが、左手にはミツバチの巣、右手にはサソリが握られており、ドレスの下には爬虫類のうろこのようなものが見え、足は鉤爪をもつライオンのそれのようである。

## 解釈
画面中央の女性がヴィーナスであることは、男児がバラの花を振り撒こうとしていることからわかる。ヴィーナスと口づけを交わしている少年は、羽と矢筒という目印から、キューピッドであるとわかる。ヴィーナスとキューピッドは愛の擬人像である。鳩も愛を表している。
キューピッドの背後で頭を掻きむしっている老婆は、嫉妬の擬人像である。画面右上の筋肉隆々の男性は、老いていることと右肩に砂時計を載せていることから、時の擬人像となる。この時の翁の視線の先にいる横顔の女性は、真実もしくは忘却の擬人像とされる。画面右下の仮面は、カーニバルに使われることから、愛欲のシンボルとされる。男児は、快楽の擬人像である。ミツバチやサソリをもつ少女は、欺瞞の擬人像である。